# Schauenstein

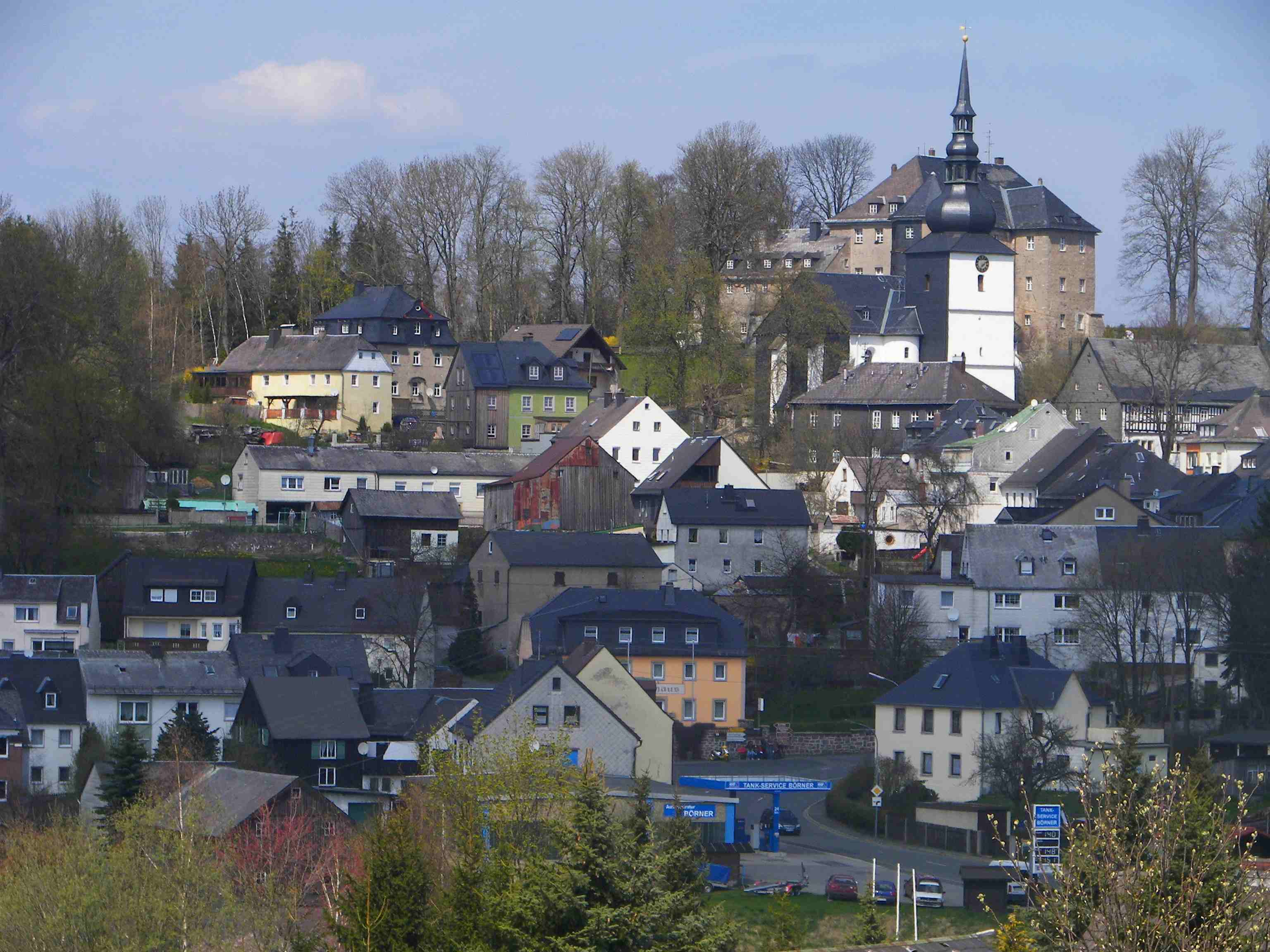
Blick auf Kirche und Schloss

Schauenstein ist eine Stadt im oberfränkischen Landkreis Hof und der Sitz der Verwaltungsgemeinschaft Schauenstein.

## Geografie

### Geografische Lage
Schauenstein liegt am östlichen Rand des Naturparks Frankenwald. Der Hauptort Schauenstein erhebt sich östlich der Selbitz, die Gemeindeteile Volkmannsgrün und Uschertsgrün werden von der Selbitz durchflossen. In Schauenstein gibt es das Geotop Augengneisfelsen.

### Gemeindegliederung
Es gibt 18 Gemeindeteile (in Klammern sind der Siedlungstyp und die Einwohnerzahlen Stand 31. Dezember 2006 angegeben):
- Adlanz (Einöde, 5)
- Dorschenhammer (Einöde, 4)
- Finkenflug (Einöde, 5)
- Hagenmühle (Einöde, 4)
- Haidengrün (Dorf, 71)
- Haueisen (Dorf, 28)
- Kleinschmiedenhammer (Weiler, 0)
- Lehstenmühle (Einöde, 2)
- Loh (Weiler, 17)
- Mühldorf (Weiler, 50)
- Neudorf (Dorf, 276)
- Papiermühle (Einöde, 0)
- Pinzig (Weiler, 5)
- Schafhof (Weiler, 8)
- Schauenstein (Hauptort, 1313)
- Uschertsgrün (Dorf, 229)
- Volkmannsgrün (Dorf, 147)
- Windischengrün (Dorf, 119)

Auf dem Gemeindegebiet liegen die Wüstungen Eselsgütlein, Grub, Lauterbach, Reuschen, Schönberg und Wüstengrün.
Es gibt auf dem Gemeindegebiet die Gemarkungen Haidengrün, Neudorf, Schauenstein, Volkmannsgrün und Windischengrün. Die Gemarkung Schauenstein hat eine Fläche von 4,179 km² und ist in 1712 Flurstücke aufgeteilt, die eine durchschnittliche Fläche von 2441 m² haben. In ihr liegen neben dem namensgebenden Ort die Gemeindeteile Dorschenhammer, Hagenmühle, Kleinschmiedenhammer und Lehstenmühle.

## Geschichte

### Bis zur Gemeindegründung
Im Jahre 1230 wurde der Ort als „Schåwinstein“ erstmals urkundlich erwähnt. Das Grundwort ist mhd. stein für ‚Stein, Fels, Burg‘, das Bestimmungswort ist mhd. schouwen für ‚schauen‘. Der Ortsname bezeichnet also eine Burg, von der man einen weiten Ausblick hat.
1291 erfolgte die Stadterhebung unter den Rittern von Wolfstriegel. Diese verkauften 1386 den Ort an die Burggrafen von Nürnberg. Das Oberamt Schauenstein gehörte ab 1500 zum Fränkischen Reichskreis.
1622 war hier eine Kippermünzstätte in Betrieb.
Zur Realgemeinde Schauenstein gehörten Dorschenhammer, Hagenmühle, Kleinschmiedenhammer und Lehstenmühle. Gegen Ende des 18. Jahrhunderts bestand Schauenstein aus 86 Anwesen, einem Amtshaus, einer Kirche und einer Schule. Die Hochgerichtsbarkeit hatte das bayreuthische Vogteiamt Schauenstein. Die Dorf- und Gemeindeherrschaft hatten das Vogteiamt Schauenstein und der Bürgermeister und Rat Schauenstein gemeinsam inne. Grundherren waren das Kastenamt Kulmbach (2 Häuser, 2 Tropfhäuser) und der Bürgermeister und Rat Schauenstein (82 Häuser).
Von 1797 bis 1810 unterstand Schauenstein dem Justiz- und Kammeramt Hof. Infolge des Ersten Gemeindeedikts wurde 1812 der Steuerdistrikt Schauenstein gebildet. Zu diesem gehörten Dorschenhammer, Hagenmühle, Kleinschmiedenhammer, Lehstenmühle, Uschertsgrün und Windischengrün. Zugleich entstand die Munizipalgemeinde Schauenstein (Magistrat III. Klasse) mit den Orten Dorschenhammer, Hagenmühle, Kleinschmiedenhammer und Lehstenmühle. Sie war in Verwaltung und Gerichtsbarkeit dem Landgericht Naila zugeordnet und in der Finanzverwaltung dem Rentamt Lichtenberg (1919 in Finanzamt Lichtenberg umbenannt, seit 1955 Finanzamt Naila). Ab 1862 gehörte Schauenstein zum Bezirksamt Naila (1939 in Landkreis Naila umbenannt). Die Gerichtsbarkeit blieb beim Landgericht Naila (1879 in Amtsgericht Naila umgewandelt). 1964 hatte die Gemeinde eine Fläche von 4,184 km².

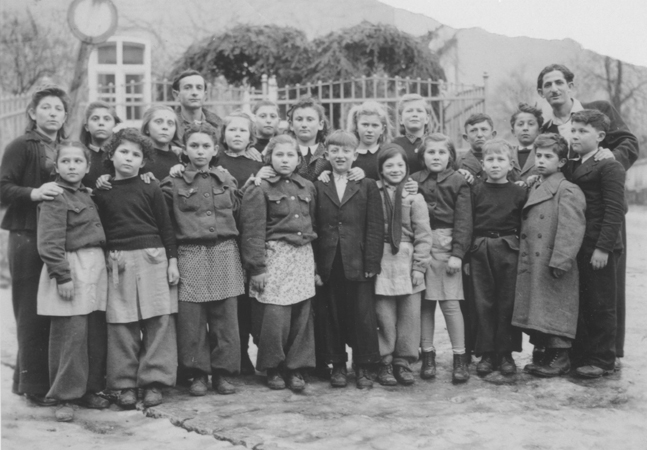
Schulkinder im DP-Lager Schauenstein 1946

Nach dem Ende des Zweiten Weltkriegs 1945 gehörte Schauenstein zur Amerikanischen Besatzungszone. Die amerikanische Militärverwaltung richtete ein DP-Lager ein zur Unterbringung jüdischer Displaced Persons (DP). Tausende waren aus Polen und Osteuropa wegen antisemitischer Exzesse in den Schutz der westlichen Alliierten geflohen. Das Lager wurde von einem Team der UNRRA betreut. In einer ehemaligen Baumwollzwirnerei wurde ein Kriegsgefangenenlager eingerichtet. Der SS-Arzt Josef Mengele, der ohne Papiere unterwegs war und falsche Namen benutzte, war dort im Sommer 1945 für einige Wochen interniert.

### Eingemeindungen
Im Zuge der Gebietsreform in Bayern wurden am 1. Januar 1972 die Gemeinden Neudorf und Volkmannsgrün eingegliedert. Am 1. Mai 1978 kamen Haidengrün und Windischengrün hinzu.

### Ausgliederungen
Am 1. Mai 1978 wurde Günthersdorf mit damals etwa 40 Einwohnern an die Nachbarstadt Helmbrechts abgetreten.

### Einwohnerentwicklung
Im Zeitraum 1988 bis 2018 sank die Einwohnerzahl von 2281 auf 1922 um 359 bzw. um 15,7 %. Am 31. Dezember 1992 hatte Schauenstein 2470 Einwohner.
Gemeinde Schauenstein
| Jahr      | 1819   | 1840   | 1852   | 1861   | 1867   | 1871   | 1875   | 1880   | 1885   | 1890   | 1895   | 1900   | 1905   | 1910   | 1919   | 1925   | 1933   | 1939   | 1946   | 1950   | 1961   | 1970   | 1987   | 2007   | 2010   | 2015   | 2022   |
| Einwohner | 700    | 887    | 997    | 1049   | 1139   | 1284   | 1343   | 1317   | 1317   | 1222   | 1147   | 1079   | 1126   | 1109   | 1019   | 1065   | 1088   | 1206   | 1824   | 1879   | 1694   | 1571   | 2337   | 2102   | 2044   | 1977   | 1878   |
| Häuser    |        |        |        |        |        | 133    |        |        | 140    | 136    |        | 142    |        |        |        | 156    |        |        |        | 211    | 286    |        | 721    |        |        | 737    | 747    |
| Quelle    | [ 10 ] | [ 17 ] | [ 17 ] | [ 18 ] | [ 19 ] | [ 20 ] | [ 21 ] | [ 22 ] | [ 23 ] | [ 24 ] | [ 17 ] | [ 25 ] | [ 17 ] | [ 26 ] | [ 17 ] | [ 27 ] | [ 17 ] | [ 17 ] | [ 17 ] | [ 28 ] | [ 11 ] | [ 29 ] | [ 30 ] | [ 31 ] | [ 31 ] | [ 31 ] | [ 32 ] |

Ort Schauenstein
| Jahr      | 1819   | 1861   | 1871   | 1885   | 1900   | 1925   | 1950   | 1961   | 1970   | 1987   | 2006 |
| Einwohner | *700   | 1008   | 1244   | 1282   | 1048   | 1012   | 1812   | 1664   | 1528   | 1344   | 1313 |
| Häuser    |        |        |        | 135    | 137    | 145    | 201    | 280    |        | 417    |      |
| Quelle    | [ 10 ] | [ 18 ] | [ 20 ] | [ 23 ] | [ 25 ] | [ 27 ] | [ 28 ] | [ 11 ] | [ 29 ] | [ 30 ] |      |

## Politik

### Bürgermeister
Am 15. März 2020 wurde Florian Schaller (CSU) zum Ersten Bürgermeister gewählt. Das Amt trat er am 1. Mai 2020 an.

### Stadtrat
Die letzten Kommunalwahlen führten zu den folgenden Sitzverteilungen im Stadtrat:
|                                          | 2002 | 2008 | 2014 | 2020 |
| ---------------------------------------- | ---- | ---- | ---- | ---- |
| CSU                                      | 3    | 3    | 4    | 7    |
| SPD/Wählergemeinschaft (WG)              | 5    | 4    | 4    | 2    |
| Überparteiliche Wählergemeinschaft (ÜWG) | 6    | 7    | 6    | 5    |
| Summe                                    | 14   | 14   | 14   | 14   |

### Wappen und Flagge
Wappen
| | Blasonierung: „Gespalten; vorne in Silber auf grünem Boden stehend ein Mohr mit rotem Federschurz, der mit der Rechten einen roten Stein empor hält; hinten geviert von Silber und Schwarz“ |
| Wappenbegründung: Die Figur stellt einen Bergmann mit einem Erzbrocken dar. Aufgrund des historischen Eisenerzabbaus handelt es sich um ein redendes Wappen (zur Schau gestellter Stein). | |

Flagge
Die Gemeindeflagge ist weiß-schwarz.

### Partnerschaft
Mit der Gemeinde Wieselburg-Land in Niederösterreich besteht eine Partnerschaft.

## Kultur und Sehenswürdigkeiten

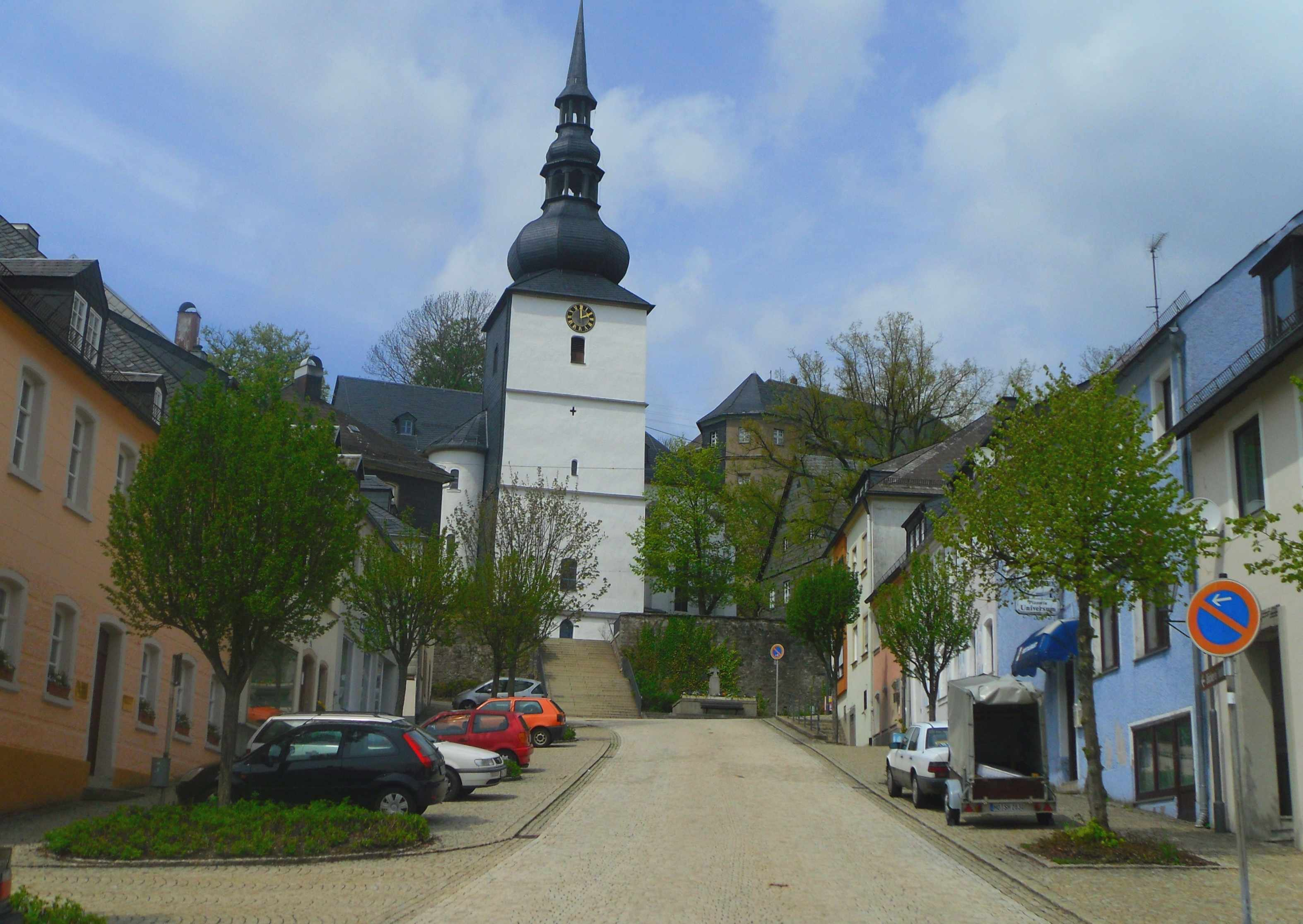
Kirche vom Marktplatz aus gesehen, mit Schloss im Hintergrund

### Bau- und Bodendenkmäler
- St. Bartholomäus (Schauenstein)

### Museen
- Im Gemeindeteil Neudorf befindet sich das Weberhausmuseum.
- Das Schloss im Hauptort Schauenstein beherbergt neben einem Heimatmuseum (Museumsleiter Walter Köppel) das Oberfränkische Feuerwehrmuseum.

### Gedenkstein
Auf dem Ortsfriedhof erinnert ein Grabfeld mit Gedenktafel an 31 KZ-Häftlinge, die Opfer der nationalsozialistischen Gewaltherrschaft wurden und dort begraben sind.

### Naturdenkmäler
Die Felsgebilde Wachende Jungfrau und Schlafender Riese gelten als prägende Naturgebilde in Schauenstein.

### Regelmäßige Veranstaltungen
- Stadtfest am letzten Mai- oder ersten Juniwochenende
- Sonnwendfeier und Waldfest des Frankenwaldvereins, zwei Wochen vor dem Schützen- und Wiesenfest
- Schützen- und Wiesenfest am ersten Juliwochenende (Freitag bis Montag, seit 2012 im zweijährlichen Turnus)
- Weihnachtsmarkt an der Selbitz (im Gemeindeteil Volkmannsgrün) am dritten Adventssonntag

## Verkehr

### Straße
Die Staatsstraße 2195 führt über Volkmannsgrün nach Helmbrechts (5 km südlich) bzw. über Weidesgrün nach Selbitz (4,3 km nördlich). Die Staatsstraße 2693 führt über Neudorf nach Leupoldsgrün und darüber hinaus zur Anschlussstelle 34 der Bundesautobahn 9 (5,5 km nordöstlich). Die Kreisstraße HO 26 verbindet mit Windischengrün (1,4 km westlich) bzw. mit Uschertsgrün (1 km nördlich).

### Bahn
1924 wurde die Eisenbahnstrecke Selbitz–Helmbrechts mit dem Bahnhof Schauenstein eröffnet. 1976 wurde der Personenverkehr auf der Strecke Helmbrechts–Selbitz eingestellt.

## Persönlichkeiten
- Georg Kleinschmidt (* 1498 in Schauenstein; † 1556 in Leipzig), Professor der Medizin
- Hans Michel (* 1889 in Schauenstein; † 1958), Handwerker und Politiker (FDP)